# 阴郁马先蒿
阴郁马先蒿（学名：Pedicularis tristis）是列当科马先蒿属的植物。分布于蒙古、阿尔泰山、俄罗斯以及中国大陆的山西、甘肃等地，生长于海拔2,750米至3,050米的地区，一般生长在山地灌木草原和草原中，目前尚未由人工引种栽培。